# Oisseau
Oisseau – miejscowość i gmina we Francji, w regionie Kraj Loary, w departamencie Mayenne.
Według danych na rok 1990 gminę zamieszkiwało 1110 osób, a gęstość zaludnienia wynosiła 36 osób/km² (wśród 1504 gmin Kraju Loary Oisseau plasuje się na 528. miejscu pod względem liczby ludności, natomiast pod względem powierzchni na miejscu 276.).